# Steimbke
Steimbke è un comune di 2.453 abitanti della Bassa Sassonia, in Germania.
Appartiene al circondario (Landkreis) di Nienburg (Weser) (targa NI) ed è parte della comunità amministrativa (Samtgemeinde) di Steimbke.

## Geografia antropica

### Suddivisioni amministrative
Comprende le frazioni di Wendenborstel, Glashof, Eckelshof, Lichtenhorst e Sonnenborstel.